# Bolesław Jurek

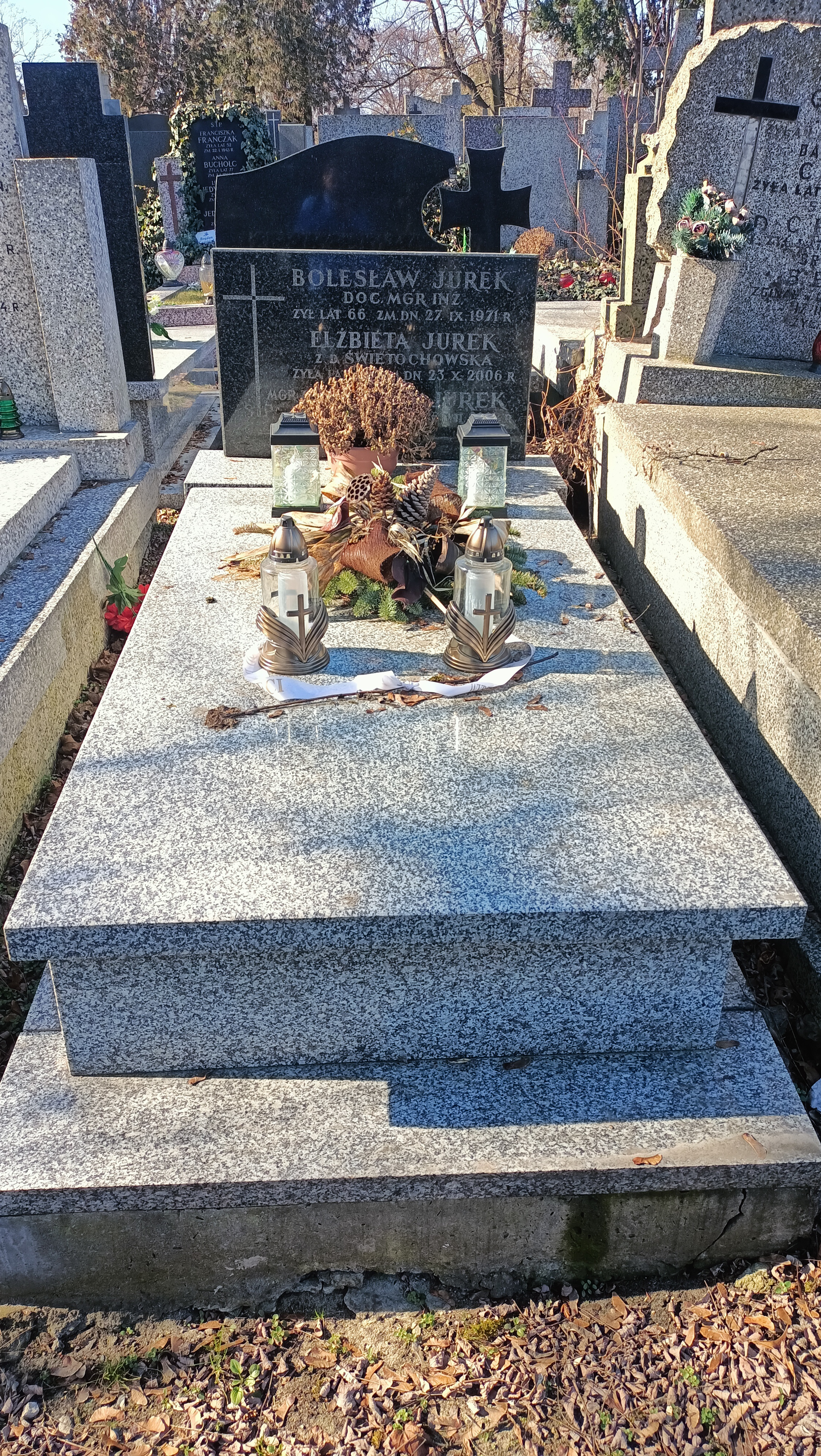
Grób Bolesława Jurka na Cmentarzu Bródnowskim w Warszawie

Bolesław Jurek (ur. 14 stycznia 1904 w Opocznie, zm. 27 września 1971) – polski inżynier, konstruktor broni, kierownik Katedry Części Maszyn na Wydziale Maszyn Roboczych i Pojazdów Politechniki Warszawskiej.

## Życiorys
Urodził się 14 stycznia 1904 r. w Opocznie, w rodzinie Leona i Marianny z Buczyńskich. Ukończył szkołę podstawową w Opocznie, od 1918 r. kontynuował naukę w gimnazjum w Końskich, gdzie w 1923 r. uzyskał małą maturę. W 1928 r. ukończył Wyższą Szkołę Techniczną im. H. Wawelberga i S. Rotwanda w Warszawie i rozpoczął pracę w Fabryce Karabinów w Warszawie (do października 1939 r.), początkowo na stanowiskach konstruktora, starszego konstruktora, a od 1935 r. kierownika Działu Broni Małokalibrowej w Biurze Studiów. W 1932 r. został oddelegowany na roczne studia w Tuluzie. Od 1937 r. studiował na Wydziale Mechanicznym Politechniki Warszawskiej (dyplom magistra uzyskał w r. 1952). 
Podczas okupacji niemieckiej przez dwa lata pozostawał bez pracy. Od listopada 1941 r. do powstania warszawskiego był konstruktorem w fabryce Avia. W sierpniu 1944 r. został wywieziony do obozu pracy w Ząbkowicach Śląskich, gdzie pracował jako robotnik.
Po wojnie pracował w Starostwie w Opocznie jako kierownik Referatu Przemysłowego. Od listopada 1945 r. był wykładowcą „Części maszyn” na Wydziale Elektrycznym oraz „Samochodowych części maszyn” na Wydziale Mechanicznym Szkoły Inżynierskiej H. Wawelberga i S. Rotwanda. W 1951 r. został pracownikiem naukowym (zastępcą profesora) w Katedrze Części Maszyn na Wydziale Mechanicznym Konstrukcyjnym Politechniki Warszawskiej, w 1955 r. mianowany docentem i kierownikiem Katedry Części Maszyn na Wydziale Maszyn Roboczych i Pojazdów. W latach 1956–1960 założyciel i dziekan Wydziału Samochodów i Ciągników. Od 1960 r. kierował Katedrą Części Maszyn „B” na Wydziale Maszyn Roboczych i Pojazdów. Ponadto pracował w Zakładach Mechanicznych „Ursus”, czynnie uczestnicząc w odbudowie i uruchomieniu produkcji traktorów w fabryce.
Jeszcze przed wybuchem wojny skonstruował karabin maszynowy pilota wz. 33 oraz najcięższy karabin maszynowy Karabin maszynowy wz. 38FK (modele „A” i „B”). W latach 50. zaprojektował pistolet maszynowy AJ-56 i karabinek samoczynny SJ-57.
19 stycznia 1955 r. został odznaczony Medalem 10-lecia Polski Ludowej.
Był mężem Elżbiety Janiny ze Świętochowskich (1909–2006), ojcem Krystyny (1937–2008). 
Zmarł 27 września 1971, pochowany 29 września 1971 r. na cmentarzu Bródnowskim w Warszawie (kwatera 33I-3-7).

## Stanowiska
- od 1928 r. – konstruktor w Fabryce Karabinów w Warszawie
- od 1935 r. – kierownik w Dziale Broni Małokalibrowej w Biurze Studiów Fabryki Karabinów w Warszawie
- od 1951 r. – pracownik dydaktyczny Politechniki Warszawskiej
- od 1955 r. – kierownik Katedry Części Maszyn na Wydziale Maszyn Roboczych i Pojazdów Politechniki Warszawskiej[1]